# Grasblümchen
Der Begriff Grasblümchen bezeichnet eine Winterapfelsorte, die im Oktober geerntet wird. Der Name wurde schon 1864 durch den Pomologen Friedrich Jakob Dochnahl für eine Apfelsorte aus 'Glan-Münchweiler' verwandt. Das 'Grasblümchen' ist eine alte Regionalsorte der Südwestpfalz aus dem Raum Höheinöd, Bann, Großbundenbach, die inzwischen wieder vermehrt wird. Der Geschmack des 'Grasblümchens' wird als „mäßig süß, mäßig aromatisch“ beschrieben.
Im Jahr 2006 erhielt das 'Grasblümchen' die Auszeichnung Pfälzer Obstbaum des Jahres. Ein anderer Name für die Sorte ist 'Roter Sickinger'.

## Sorteneigenschaften
Der Baum weist einen starken Wuchs auf.
Der Fruchtstiel ist mittellang. Der Kelch ist halboffen. Die Frucht ist mittelgroß, leicht kegelförmig und asymmetrisch, grüngelb, kräftig rot geflammt, oft völlig gerötet. Das „Fruchtfleisch“ ist grünlich-weiß und feinzellig.
Der Geschmack ist mäßig süß, mäßig aromatisch mit wenig Säure. Die Lagerfähigkeit dauert bis Januar. Das 'Grasblümchen' wird als Tafel- und Wirtschaftsapfel verwendet.